# Centro Aragonés El Cachirulo de Reus

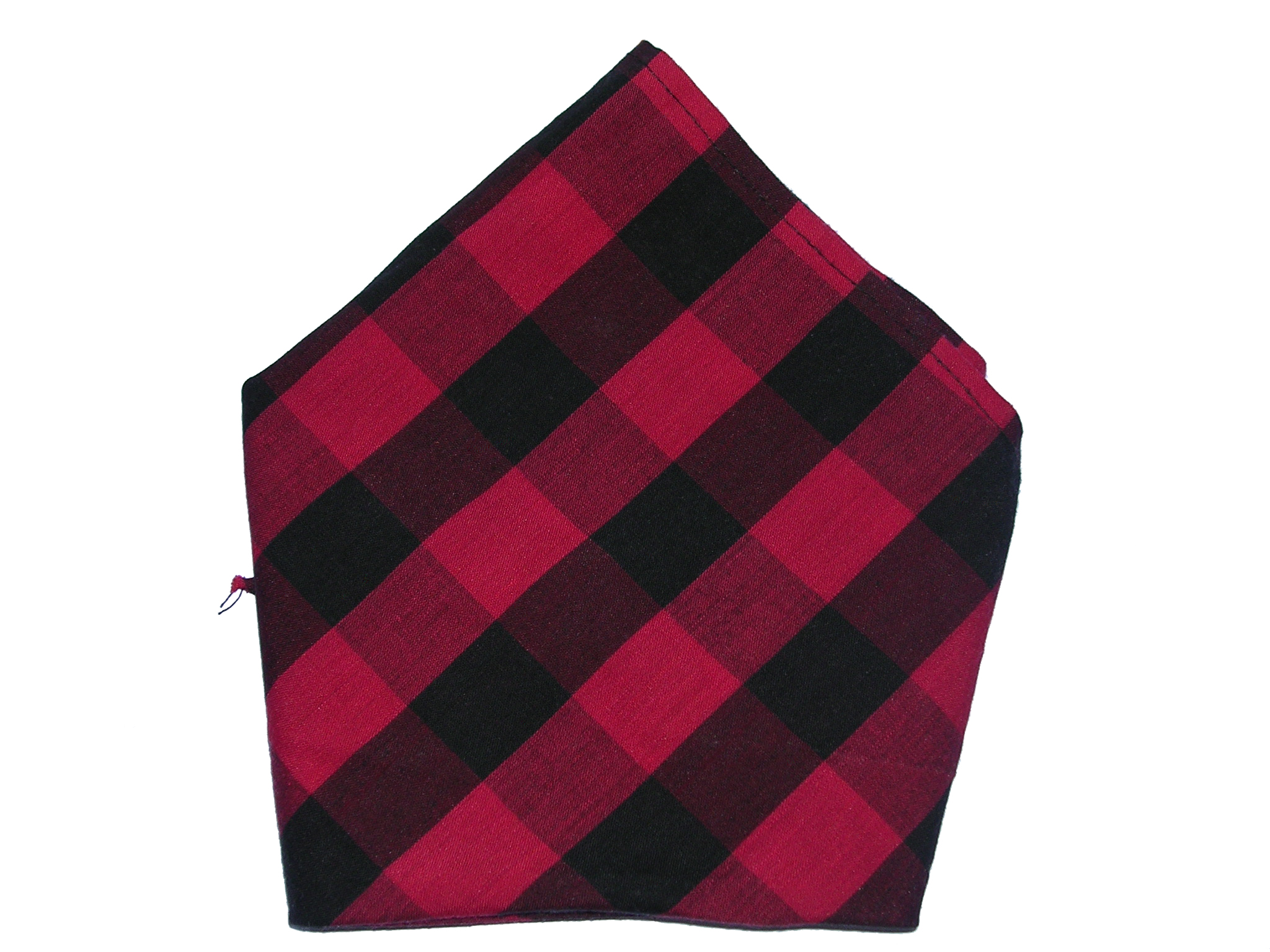
Un Cachirulo és una peça de vestir típica aragonesa.

Centro Aragonés El Cachirulo és una entitat fundada el 1974 a Reus que fomenta el folklore aragonès com la Jota i és un punt de trobada de persones nascudes a l'Aragó. El 2017 en formaven part unes 170 famílies que sumaven unes 700 persones. L'entitat pertany a la Federación de Cachiurulos de Aragón i a la de Comunidades Aragonesas del Exterior. El 2013 va se nomenat president José Allueva Latorre, amb experiència en l'associacionisme.
A l'abril celebren l'aniversari del patró de l'Aragó i a l'octubre les festes de la Verge del Pilar. També organitzen altres activitats com conferències que el 2017 van ser sobre el dret civil a l'Aragó. Per les festes de Nadal també munten uns Reis particulars. Durant la Setmana Santa participen en dues processons, ja que tenen una confraria. El juny fan una sortida al Monasterio de Piedra. També tenen una coral, fan teatre i classes de guitarra. També organitzen exposicions, el 2014 en van fer una sobre l'obra de Goya per la Cartuja de l'Aula Dei sobre la vida de la Mare de Déu. Precisament el 2014 van celebrar els 40 anys de l'entitat.
El 2019 l'entitat va vendre 80 series de la loteria de la Grossa de Nadal que es va vendre a l'adrministració del carrer Barcelona de Salou.